# .bw
.bw е интернет домейн от първо ниво за Ботсвана. Администрира се от университета в Ботсвана. Представен е през 1993 г.